# Liste der Gemeinden im Département Allier

Lage des Départements Allier

Das Département Allier liegt in der Region Auvergne-Rhône-Alpes in Frankreich. Es untergliedert sich in drei Arrondissements und 317 Gemeinden (frz. communes) (Stand 1. Januar 2024).
| Code INSEE | Post- leitzahl | Gemeinde                  | Einwohner (Stand 1. Januar 2022) | Fläche in km² | Einwohner pro km² | Kanton seit 30. März 2015 Kanton bis 29. März 2015                                                                                          | Arrondissement seit 2024 Arrondissement 2017–2023 Arrondissement bis 2016 | Gemeindeverband                        |
| ---------- | -------------- | ------------------------- | -------------------------------- | ------------- | ----------------- | --- | ------------------------------------------------------------------------- | -------------------------------------- |
| 03001      | 03200          | Abrest                    | 2927                             | 10,46         | 280               | Vichy-2 Cusset-Sud | Vichy                                                                     | Vichy Communauté                       |
| 03002      | 03210          | Agonges                   | 304                              | 24,10         | 13                | Souvigny | Moulins                                                                   | Bocage Bourbonnais                     |
| 03003      | 03360          | Ainay-le-Château          | 987                              | 24,07         | 41                | Bourbon-l’Archambault Cérilly | Montluçon                                                                 | Pays de Tronçais                       |
| 03004      | 03120          | Andelaroche               | 217                              | 20,28         | 11                | Lapalisse | Vichy                                                                     | Pays de Lapalisse                      |
| 03005      | 03380          | Archignat                 | 336                              | 24,35         | 14                | Huriel | Montluçon                                                                 | Pays d’Huriel                          |
| 03006      | 03120          | Arfeuilles                | 610                              | 59,56         | 10                | Lapalisse | Vichy                                                                     | Vichy Communauté                       |
| 03007      | 03420          | Arpheuilles-Saint-Priest  | 374                              | 20,02         | 19                | Montluçon-3 Marcillat-en-Combraille | Montluçon                                                                 | Montluçon Communauté                   |
| 03008      | 03250          | Arronnes                  | 382                              | 26,00         | 15                | Lapalisse Le Mayet-de-Montagne | Vichy                                                                     | Vichy Communauté                       |
| 03009      | 03460          | Aubigny                   | 146                              | 17,14         | 9                 | Moulins-1 Moulins-Ouest | Moulins                                                                   | Moulins Communauté                     |
| 03010      | 03190          | Audes                     | 408                              | 28,26         | 14                | Huriel Hérisson | Montluçon                                                                 | Val de Cher                            |
| 03011      | 03460          | Aurouër                   | 411                              | 27,06         | 15                | Yzeure | Moulins                                                                   | Moulins Communauté                     |
| 03012      | 03210          | Autry-Issards             | 309                              | 19,45         | 16                | Souvigny | Moulins                                                                   | Bocage Bourbonnais                     |
| 03013      | 03000          | Avermes                   | 4109                             | 15,60         | 263               | Moulins-1 Moulins-Ouest | Moulins                                                                   | Moulins Communauté                     |
| 03014      | 03130          | Avrilly                   | 137                              | 11,48         | 12                | Dompierre-sur-Besbre Le Donjon | Vichy                                                                     | Entr’Allier Besbre et Loire            |
| 03015      | 03460          | Bagneux                   | 339                              | 24,87         | 14                | Moulins-1 Moulins-Ouest | Moulins                                                                   | Moulins Communauté                     |
| 03016      | 03140          | Barberier                 | 142                              | 8,08          | 18                | Gannat Chantelle | Vichy Moulins                                                             | Saint-Pourçain Sioule Limagne          |
| 03017      | 03120          | Barrais-Bussolles         | 185                              | 25,34         | 7                 | Lapalisse | Vichy                                                                     | Pays de Lapalisse                      |
| 03018      | 03500          | Bayet                     | 673                              | 22,58         | 30                | Saint-Pourçain-sur-Sioule | Vichy Moulins                                                             | Saint-Pourçain Sioule Limagne          |
| 03019      | 03230          | Beaulon                   | 1640                             | 63,98         | 26                | Dompierre-sur-Besbre Chevagnes | Vichy Moulins                                                             | Entr’Allier Besbre et Loire            |
| 03020      | 03390          | Beaune-d’Allier           | 293                              | 24,20         | 12                | Commentry Montmarault | Montluçon                                                                 | Commentry Montmarault Néris Communauté |
| 03021      | 03800          | Bègues                    | 229                              | 8,30          | 28                | Gannat | Vichy                                                                     | Saint-Pourçain Sioule Limagne          |
| 03022      | 03330          | Bellenaves                | 986                              | 34,88         | 28                | Gannat Ébreuil | Vichy Montluçon                                                           | Saint-Pourçain Sioule Limagne          |
| 03023      | 03700          | Bellerive-sur-Allier      | 8898                             | 18,97         | 469               | Bellerive-sur-Allier Escurolles | Vichy                                                                     | Vichy Communauté                       |
| 03024      | 03130          | Bert                      | 261                              | 24,15         | 11                | Moulins-2 Jaligny-sur-Besbre | Vichy                                                                     | Pays de Lapalisse                      |
| 03025      | 03340          | Bessay-sur-Allier         | 1384                             | 34,60         | 40                | Moulins-2 Neuilly-le-Réal | Moulins                                                                   | Moulins Communauté                     |
| 03026      | 03210          | Besson                    | 746                              | 47,16         | 16                | Souvigny | Moulins                                                                   | Moulins Communauté                     |
| 03027      | 03170          | Bézenet                   | 917                              | 9,94          | 92                | Commentry Montmarault | Montluçon                                                                 | Commentry Montmarault Néris Communauté |
| 03028      | 03120          | Billezois                 | 361                              | 15,68         | 23                | Lapalisse | Vichy                                                                     | Pays de Lapalisse                      |
| 03029      | 03260          | Billy                     | 823                              | 10,22         | 81                | Saint-Pourçain-sur-Sioule Varennes-sur-Allier                                                                                               | Vichy                                                                     | Vichy Communauté                       |
| 03030      | 03800          | Biozat                    | 923                              | 16,46         | 56                | Gannat | Vichy                                                                     | Saint-Pourçain Sioule Limagne          |
| 03031      | 03170          | Bizeneuille               | 300                              | 29,75         | 10                | Huriel Hérisson | Montluçon                                                                 | Commentry Montmarault Néris Communauté |
| 03032      | 03390          | Blomard                   | 229                              | 22,37         | 10                | Commentry Montmarault | Montluçon                                                                 | Commentry Montmarault Néris Communauté |
| 03033      | 03300          | Bost                      | 180                              | 9,48          | 19                | Cusset Cusset-Nord | Vichy                                                                     | Vichy Communauté                       |
| 03034      | 03150          | Boucé                     | 499                              | 21,68         | 23                | Saint-Pourçain-sur-Sioule Varennes-sur-Allier                                                                                               | Vichy                                                                     | Entr’Allier Besbre et Loire            |
| 03036      | 03160          | Bourbon-l’Archambault     | 2542                             | 54,84         | 46                | Bourbon-l’Archambault | Moulins                                                                   | Bocage Bourbonnais                     |
| 03037      | 03360          | Braize                    | 259                              | 20,95         | 12                | Bourbon-l’Archambault Cérilly | Montluçon                                                                 | Pays de Tronçais                       |
| 03038      | 03500          | Bransat                   | 529                              | 15,52         | 34                | Souvigny Saint-Pourçain-sur-Sioule | Vichy Moulins                                                             | Saint-Pourçain Sioule Limagne          |
| 03039      | 03210          | Bresnay                   | 385                              | 23,13         | 17                | Souvigny | Moulins                                                                   | Moulins Communauté                     |
| 03040      | 03000          | Bressolles                | 1141                             | 23,38         | 49                | Souvigny Moulins-Sud | Moulins                                                                   | Moulins Communauté                     |
| 03043      | 03110          | Broût-Vernet              | 1209                             | 31,71         | 38                | Bellerive-sur-Allier Escurolles | Vichy                                                                     | Saint-Pourçain Sioule Limagne          |
| 03044      | 03700          | Brugheas                  | 1556                             | 26,81         | 58                | Bellerive-sur-Allier Escurolles | Vichy                                                                     | Vichy Communauté                       |
| 03045      | 03270          | Busset                    | 810                              | 36,96         | 22                | Lapalisse Cusset-Sud | Vichy                                                                     | Vichy Communauté                       |
| 03046      | 03440          | Buxières-les-Mines        | 1001                             | 46,95         | 21                | Bourbon-l’Archambault | Moulins                                                                   | Bocage Bourbonnais                     |
| 03048      | 03350          | Cérilly                   | 1312                             | 70,55         | 19                | Bourbon-l’Archambault Cérilly | Montluçon                                                                 | Pays de Tronçais                       |
| 03049      | 03500          | Cesset                    | 428                              | 12,19         | 35                | Souvigny Saint-Pourçain-sur-Sioule | Vichy Moulins                                                             | Saint-Pourçain Sioule Limagne          |
| 03051      | 03370          | Chambérat                 | 279                              | 28,37         | 10                | Huriel | Montluçon                                                                 | Pays d’Huriel                          |
| 03052      | 03170          | Chamblet                  | 1079                             | 20,50         | 53                | Commentry Montluçon-Est | Montluçon                                                                 | Commentry Montmarault Néris Communauté |
| 03053      | 03140          | Chantelle                 | 1124                             | 10,96         | 103               | Gannat Chantelle | Vichy Moulins                                                             | Saint-Pourçain Sioule Limagne          |
| 03054      | 03340          | Chapeau                   | 236                              | 33,42         | 7                 | Moulins-2 Neuilly-le-Réal | Moulins                                                                   | Moulins Communauté                     |
| 03058      | 03390          | Chappes                   | 231                              | 18,60         | 12                | Commentry Montmarault | Montluçon                                                                 | Commentry Montmarault Néris Communauté |
| 03059      | 03140          | Chareil-Cintrat           | 385                              | 12,77         | 30                | Gannat Chantelle | Vichy Moulins                                                             | Saint-Pourçain Sioule Limagne          |
| 03060      | 03110          | Charmeil                  | 967                              | 7,40          | 131               | Vichy-1 Escurolles | Vichy                                                                     | Vichy Communauté                       |
| 03061      | 03800          | Charmes                   | 374                              | 8,19          | 46                | Gannat | Vichy                                                                     | Saint-Pourçain Sioule Limagne          |
| 03062      | 03140          | Charroux                  | 340                              | 10,43         | 33                | Gannat Chantelle | Vichy Moulins                                                             | Saint-Pourçain Sioule Limagne          |
| 03063      | 03510          | Chassenard                | 1030                             | 25,12         | 41                | Dompierre-sur-Besbre Le Donjon | Vichy Moulins Vichy                                                       | Le Grand Charolais                     |
| 03064      | 03320          | Château-sur-Allier        | 163                              | 27,75         | 6                 | Bourbon-l’Archambault Lurcy-Lévis | Moulins                                                                   | Moulins Communauté                     |
| 03065      | 03500          | Châtel-de-Neuvre          | 557                              | 19,34         | 29                | Souvigny Le Montet | Moulins                                                                   | Bocage Bourbonnais                     |
| 03066      | 03250          | Châtel-Montagne           | 321                              | 36,81         | 9                 | Lapalisse Le Mayet-de-Montagne | Vichy                                                                     | Vichy Communauté                       |
| 03067      | 03220          | Châtelperron              | 132                              | 20,80         | 6                 | Moulins-2 Jaligny-sur-Besbre | Vichy                                                                     | Entr’Allier Besbre et Loire            |
| 03068      | 03120          | Châtelus                  | 114                              | 6,64          | 17                | Lapalisse | Vichy                                                                     | Vichy Communauté                       |
| 03069      | 03210          | Châtillon                 | 313                              | 12,90         | 24                | Souvigny Le Montet | Moulins                                                                   | Bocage Bourbonnais                     |
| 03070      | 03440          | Chavenon                  | 139                              | 17,47         | 8                 | Commentry Montmarault | Montluçon                                                                 | Commentry Montmarault Néris Communauté |
| 03071      | 03220          | Chavroches                | 262                              | 9,95          | 26                | Moulins-2 Jaligny-sur-Besbre | Vichy                                                                     | Entr’Allier Besbre et Loire            |
| 03072      | 03370          | Chazemais                 | 504                              | 29,10         | 17                | Huriel | Montluçon                                                                 | Pays d’Huriel                          |
| 03073      | 03210          | Chemilly                  | 588                              | 16,94         | 35                | Souvigny | Moulins                                                                   | Moulins Communauté                     |
| 03074      | 03230          | Chevagnes                 | 635                              | 49,78         | 13                | Dompierre-sur-Besbre Chevagnes | Moulins                                                                   | Moulins Communauté                     |
| 03075      | 03140          | Chezelle                  | 158                              | 7,33          | 22                | Gannat Chantelle | Vichy Moulins                                                             | Saint-Pourçain Sioule Limagne          |
| 03076      | 03230          | Chézy                     | 214                              | 36,53         | 6                 | Dompierre-sur-Besbre Chevagnes | Moulins                                                                   | Moulins Communauté                     |
| 03077      | 03330          | Chirat-l’Église           | 128                              | 18,48         | 7                 | Gannat Ébreuil | Vichy Montluçon                                                           | Saint-Pourçain Sioule Limagne          |
| 03078      | 03450          | Chouvigny                 | 230                              | 13,41         | 17                | Gannat Ébreuil | Vichy Montluçon                                                           | Saint-Pourçain Sioule Limagne          |
| 03079      | 03220          | Cindré                    | 282                              | 22,63         | 12                | Moulins-2 Jaligny-sur-Besbre | Vichy                                                                     | Entr’Allier Besbre et Loire            |
| 03080      | 03110          | Cognat-Lyonne             | 707                              | 12,51         | 57                | Bellerive-sur-Allier Escurolles | Vichy                                                                     | Vichy Communauté                       |
| 03081      | 03600          | Colombier                 | 328                              | 12,92         | 25                | Commentry | Montluçon                                                                 | Commentry Montmarault Néris Communauté |
| 03082      | 03600          | Commentry                 | 6018                             | 20,96         | 287               | Commentry | Montluçon                                                                 | Commentry Montmarault Néris Communauté |
| 03083      | 03500          | Contigny                  | 575                              | 17,93         | 32                | Souvigny Saint-Pourçain-sur-Sioule | Vichy Moulins                                                             | Saint-Pourçain Sioule Limagne          |
| 03084      | 03430          | Cosne-d’Allier            | 2013                             | 25,29         | 80                | Huriel Hérisson | Montluçon                                                                 | Commentry Montmarault Néris Communauté |
| 03085      | 03000          | Coulandon                 | 634                              | 17,06         | 37                | Moulins-1 Moulins-Ouest | Moulins                                                                   | Moulins Communauté                     |
| 03086      | 03470          | Coulanges                 | 292                              | 23,96         | 12                | Dompierre-sur-Besbre | Vichy Moulins                                                             | Le Grand Charolais                     |
| 03087      | 03320          | Couleuvre                 | 592                              | 53,83         | 11                | Bourbon-l’Archambault Lurcy-Lévis | Montluçon Moulins                                                         | Pays de Tronçais                       |
| 03088      | 03370          | Courçais                  | 309                              | 26,51         | 12                | Huriel | Montluçon                                                                 | Pays d’Huriel                          |
| 03089      | 03330          | Coutansouze               | 158                              | 13,42         | 12                | Gannat Ébreuil | Vichy Montluçon                                                           | Saint-Pourçain Sioule Limagne          |
| 03090      | 03160          | Couzon                    | 321                              | 19,85         | 16                | Bourbon-l’Archambault Lurcy-Lévis | Moulins                                                                   | Moulins Communauté                     |
| 03091      | 03150          | Créchy                    | 430                              | 11,61         | 37                | Saint-Pourçain-sur-Sioule Varennes-sur-Allier                                                                                               | Vichy                                                                     | Entr’Allier Besbre et Loire            |
| 03092      | 03240          | Cressanges                | 637                              | 41,76         | 15                | Souvigny Le Montet | Moulins                                                                   | Bocage Bourbonnais                     |
| 03093      | 03300          | Creuzier-le-Neuf          | 1235                             | 10,88         | 114               | Cusset Cusset-Nord | Vichy                                                                     | Vichy Communauté                       |
| 03094      | 03300          | Creuzier-le-Vieux         | 3246                             | 11,38         | 285               | Cusset Cusset-Nord | Vichy                                                                     | Vichy Communauté                       |
| 03095      | 03300          | Cusset                    | 13.329                           | 31,93         | 417               | Cusset Cusset-Nord Cusset-Sud | Vichy                                                                     | Vichy Communauté                       |
| 03096      | 03140          | Deneuille-lès-Chantelle   | 93                               | 8,21          | 11                | Gannat Chantelle | Vichy Moulins                                                             | Saint-Pourçain Sioule Limagne          |
| 03097      | 03170          | Deneuille-les-Mines       | 352                              | 24,88         | 14                | Commentry Montluçon-Est | Montluçon                                                                 | Commentry Montmarault Néris Communauté |
| 03098      | 03630          | Désertines                | 4323                             | 8,34          | 518               | Montluçon-2 Montluçon-Est | Montluçon                                                                 | Montluçon Communauté                   |
| 03099      | 03240          | Deux-Chaises              | 380                              | 41,01         | 9                 | Souvigny Le Montet | Moulins                                                                   | Bocage Bourbonnais                     |
| 03100      | 03290          | Diou                      | 1354                             | 24,89         | 54                | Dompierre-sur-Besbre | Vichy Moulins                                                             | Entr’Allier Besbre et Loire            |
| 03101      | 03410          | Domérat                   | 8665                             | 35,54         | 244               | Montluçon-1 Domérat-Montluçon-Nord-Ouest | Montluçon                                                                 | Montluçon Communauté                   |
| 03102      | 03290          | Dompierre-sur-Besbre      | 2970                             | 45,63         | 65                | Dompierre-sur-Besbre | Vichy Moulins                                                             | Entr’Allier Besbre et Loire            |
| 03104      | 03170          | Doyet                     | 1129                             | 27,58         | 41                | Commentry Montmarault | Montluçon                                                                 | Commentry Montmarault Néris Communauté |
| 03105      | 03120          | Droiturier                | 367                              | 22,07         | 17                | Lapalisse | Vichy                                                                     | Pays de Lapalisse                      |
| 03106      | 03310          | Durdat-Larequille         | 1317                             | 24,45         | 54                | Montluçon-3 Marcillat-en-Combraille | Montluçon                                                                 | Commentry Montmarault Néris Communauté |
| 03107      | 03450          | Ébreuil                   | 1292                             | 23,22         | 56                | Gannat Ébreuil | Vichy Montluçon                                                           | Saint-Pourçain Sioule Limagne          |
| 03108      | 03330          | Échassières               | 369                              | 23,40         | 16                | Gannat Ébreuil | Vichy Montluçon                                                           | Saint-Pourçain Sioule Limagne          |
| 03109      | 03110          | Escurolles                | 797                              | 13,27         | 60                | Bellerive-sur-Allier Escurolles | Vichy                                                                     | Saint-Pourçain Sioule Limagne          |
| 03110      | 03110          | Espinasse-Vozelle         | 973                              | 17,87         | 54                | Bellerive-sur-Allier Escurolles | Vichy                                                                     | Vichy Communauté                       |
| 03111      | 03190          | Estivareilles             | 1114                             | 11,27         | 99                | Huriel Hérisson | Montluçon                                                                 | Val de Cher                            |
| 03112      | 03140          | Étroussat                 | 663                              | 13,03         | 51                | Gannat Chantelle | Vichy Moulins                                                             | Saint-Pourçain Sioule Limagne          |
| 03113      | 03250          | Ferrières-sur-Sichon      | 506                              | 38,58         | 13                | Lapalisse Le Mayet-de-Montagne | Vichy                                                                     | Vichy Communauté                       |
| 03115      | 03140          | Fleuriel                  | 339                              | 28,05         | 12                | Gannat Chantelle | Vichy Moulins                                                             | Saint-Pourçain Sioule Limagne          |
| 03116      | 03140          | Fourilles                 | 191                              | 6,98          | 27                | Gannat Chantelle | Vichy Moulins                                                             | Saint-Pourçain Sioule Limagne          |
| 03117      | 03160          | Franchesse                | 465                              | 40,24         | 12                | Bourbon-l’Archambault | Moulins                                                                   | Bocage Bourbonnais                     |
| 03118      | 03800          | Gannat                    | 5684                             | 36,85         | 154               | Gannat | Vichy                                                                     | Saint-Pourçain Sioule Limagne          |
| 03119      | 03230          | Gannay-sur-Loire          | 394                              | 32,29         | 12                | Dompierre-sur-Besbre Chevagnes | Moulins                                                                   | Moulins Communauté                     |
| 03120      | 03230          | Garnat-sur-Engièvre       | 672                              | 18,74         | 36                | Dompierre-sur-Besbre Chevagnes | Moulins                                                                   | Moulins Communauté                     |
| 03121      | 03400          | Gennetines                | 624                              | 39,14         | 16                | Yzeure | Moulins                                                                   | Moulins Communauté                     |
| 03122      | 03210          | Gipcy                     | 236                              | 27,57         | 9                 | Souvigny | Moulins                                                                   | Bocage Bourbonnais                     |
| 03124      | 03340          | Gouise                    | 220                              | 23,12         | 10                | Moulins-2 Neuilly-le-Réal | Moulins                                                                   | Moulins Communauté                     |
| 03158      | 03190          | Haut-Bocage               | 850                              | 70,64         | 12                | Huriel Hérisson | Montluçon                                                                 | Val de Cher                            |
| 03126      | 03270          | Hauterive                 | 1186                             | 8,08          | 147               | Bellerive-sur-Allier Escurolles | Vichy                                                                     | Vichy Communauté                       |
| 03127      | 03190          | Hérisson                  | 564                              | 32,57         | 17                | Huriel Hérisson | Montluçon                                                                 | Pays de Tronçais                       |
| 03128      | 03380          | Huriel                    | 2568                             | 34,92         | 74                | Huriel | Montluçon                                                                 | Pays d’Huriel                          |
| 03129      | 03600          | Hyds                      | 301                              | 18,71         | 16                | Commentry | Montluçon                                                                 | Commentry Montmarault Néris Communauté |
| 03130      | 03360          | Isle-et-Bardais           | 278                              | 44,65         | 6                 | Bourbon-l’Archambault Cérilly | Montluçon                                                                 | Pays de Tronçais                       |
| 03131      | 03120          | Isserpent                 | 560                              | 26,31         | 21                | Lapalisse | Vichy                                                                     | Pays de Lapalisse                      |
| 03132      | 03220          | Jaligny-sur-Besbre        | 556                              | 9,63          | 58                | Moulins-2 Jaligny-sur-Besbre | Vichy                                                                     | Entr’Allier Besbre et Loire            |
| 03133      | 03800          | Jenzat                    | 521                              | 11,64         | 45                | Gannat | Vichy                                                                     | Saint-Pourçain Sioule Limagne          |
| 03047      | 03600          | La Celle                  | 400                              | 31,20         | 13                | Montluçon-3 Marcillat-en-Combraille | Montluçon                                                                 | Commentry Montmarault Néris Communauté |
| 03050      | 03250          | La Chabanne               | 172                              | 20,00         | 9                 | Lapalisse Le Mayet-de-Montagne | Vichy                                                                     | Vichy Communauté                       |
| 03055      | 03380          | La Chapelaude             | 941                              | 28,60         | 33                | Huriel | Montluçon                                                                 | Pays d’Huriel                          |
| 03056      | 03300          | La Chapelle               | 396                              | 21,10         | 19                | Lapalisse Cusset-Sud | Vichy                                                                     | Vichy Communauté                       |
| 03057      | 03230          | La Chapelle-aux-Chasses   | 197                              | 25,96         | 8                 | Dompierre-sur-Besbre Chevagnes | Moulins                                                                   | Moulins Communauté                     |
| 03114      | 03340          | La Ferté-Hauterive        | 260                              | 18,88         | 14                | Moulins-2 Neuilly-le-Réal | Vichy Moulins                                                             | Saint-Pourçain Sioule Limagne          |
| 03125      | 03250          | La Guillermie             | 122                              | 12,33         | 10                | Lapalisse Le Mayet-de-Montagne | Vichy                                                                     | Vichy Communauté                       |
| 03206      | 03420          | La Petite-Marche          | 165                              | 14,93         | 11                | Montluçon-3 Marcillat-en-Combraille | Montluçon                                                                 | Montluçon Communauté                   |
| 03134      | 03500          | Laféline                  | 183                              | 23,10         | 8                 | Souvigny Saint-Pourçain-sur-Sioule | Vichy Moulins                                                             | Saint-Pourçain Sioule Limagne          |
| 03135      | 03450          | Lalizolle                 | 407                              | 23,72         | 17                | Gannat Ébreuil | Vichy Montluçon                                                           | Saint-Pourçain Sioule Limagne          |
| 03136      | 03380          | Lamaids                   | 206                              | 8,02          | 26                | Montluçon-4 Montluçon-Ouest | Montluçon                                                                 | Montluçon Communauté                   |
| 03137      | 03150          | Langy                     | 274                              | 7,36          | 37                | Saint-Pourçain-sur-Sioule Varennes-sur-Allier                                                                                               | Vichy                                                                     | Entr’Allier Besbre et Loire            |
| 03138      | 03120          | Lapalisse                 | 3127                             | 33,01         | 95                | Lapalisse | Vichy                                                                     | Pays de Lapalisse                      |
| 03139      | 03250          | Laprugne                  | 310                              | 34,61         | 9                 | Lapalisse Le Mayet-de-Montagne | Vichy                                                                     | Vichy Communauté                       |
| 03140      | 03100          | Lavault-Sainte-Anne       | 1138                             | 9,08          | 125               | Montluçon-4 Montluçon-Sud | Montluçon                                                                 | Montluçon Communauté                   |
| 03141      | 03250          | Lavoine                   | 152                              | 17,53         | 9                 | Lapalisse Le Mayet-de-Montagne | Vichy                                                                     | Vichy Communauté                       |
| 03035      | 03130          | Le Bouchaud               | 193                              | 22,55         | 9                 | Dompierre-sur-Besbre Le Donjon | Vichy                                                                     | Entr’Allier Besbre et Loire            |
| 03041      | 03350          | Le Brethon                | 324                              | 44,61         | 7                 | Huriel Hérisson | Montluçon                                                                 | Pays de Tronçais                       |
| 03042      | 03120          | Le Breuil                 | 531                              | 34,55         | 15                | Lapalisse | Vichy                                                                     | Pays de Lapalisse                      |
| 03103      | 03130          | Le Donjon                 | 1011                             | 37,02         | 27                | Dompierre-sur-Besbre Le Donjon | Vichy                                                                     | Entr’Allier Besbre et Loire            |
| 03164      | 03800          | Le Mayet-d’École          | 305                              | 6,76          | 45                | Gannat | Vichy                                                                     | Saint-Pourçain Sioule Limagne          |
| 03165      | 03250          | Le Mayet-de-Montagne      | 1388                             | 29,03         | 48                | Lapalisse Le Mayet-de-Montagne | Vichy                                                                     | Vichy Communauté                       |
| 03183      | 03240          | Le Montet                 | 469                              | 1,77          | 265               | Souvigny Le Montet | Moulins                                                                   | Bocage Bourbonnais                     |
| 03208      | 03130          | Le Pin                    | 431                              | 21,78         | 20                | Dompierre-sur-Besbre Le Donjon | Vichy                                                                     | Entr’Allier Besbre et Loire            |
| 03281      | 03240          | Le Theil                  | 388                              | 28,92         | 13                | Souvigny Le Montet | Vichy Moulins                                                             | Saint-Pourçain Sioule Limagne          |
| 03306      | 03200          | Le Vernet                 | 1914                             | 10,07         | 190               | Lapalisse Cusset-Sud | Vichy                                                                     | Vichy Communauté                       |
| 03309      | 03320          | Le Veurdre                | 476                              | 21,16         | 22                | Bourbon-l’Archambault Lurcy-Lévis | Moulins                                                                   | Moulins Communauté                     |
| 03313      | 03350          | Le Vilhain                | 269                              | 26,37         | 10                | Bourbon-l’Archambault Cérilly | Montluçon                                                                 | Pays de Tronçais                       |
| 03142      | 03130          | Lenax                     | 250                              | 28,25         | 9                 | Dompierre-sur-Besbre Le Donjon | Vichy                                                                     | Entr’Allier Besbre et Loire            |
| 03143      | 03360          | Lételon                   | 91                               | 6,37          | 14                | Bourbon-l’Archambault Cérilly | Montluçon                                                                 | Pays de Tronçais                       |
| 03144      | 03130          | Liernolles                | 199                              | 37,31         | 5                 | Moulins-2 Jaligny-sur-Besbre | Vichy                                                                     | Entr’Allier Besbre et Loire            |
| 03145      | 03410          | Lignerolles               | 758                              | 11,81         | 64                | Montluçon-4 Montluçon-Sud | Montluçon                                                                 | Montluçon Communauté                   |
| 03146      | 03320          | Limoise                   | 176                              | 12,56         | 14                | Bourbon-l’Archambault Lurcy-Lévis | Moulins                                                                   | Moulins Communauté                     |
| 03147      | 03130          | Loddes                    | 167                              | 23,49         | 7                 | Dompierre-sur-Besbre Le Donjon | Vichy                                                                     | Entr’Allier Besbre et Loire            |
| 03148      | 03500          | Loriges                   | 354                              | 9,48          | 37                | Saint-Pourçain-sur-Sioule | Vichy Moulins                                                             | Saint-Pourçain Sioule Limagne          |
| 03149      | 03500          | Louchy-Montfand           | 406                              | 5,33          | 76                | Saint-Pourçain-sur-Sioule | Vichy Moulins                                                             | Saint-Pourçain Sioule Limagne          |
| 03150      | 03350          | Louroux-Bourbonnais       | 206                              | 33,02         | 6                 | Huriel Hérisson | Moulins Montluçon                                                         | Bocage Bourbonnais                     |
| 03151      | 03600          | Louroux-de-Beaune         | 180                              | 10,66         | 17                | Commentry Montmarault | Montluçon                                                                 | Commentry Montmarault Néris Communauté |
| 03152      | 03330          | Louroux-de-Bouble         | 228                              | 16,87         | 14                | Gannat Ébreuil | Vichy Montluçon                                                           | Saint-Pourçain Sioule Limagne          |
| 03154      | 03130          | Luneau                    | 269                              | 27,27         | 10                | Dompierre-sur-Besbre Le Donjon | Vichy                                                                     | Entr’Allier Besbre et Loire            |
| 03155      | 03320          | Lurcy-Lévis               | 1852                             | 71,42         | 26                | Bourbon-l’Archambault Lurcy-Lévis | Moulins                                                                   | Moulins Communauté                     |
| 03156      | 03230          | Lusigny                   | 1633                             | 44,55         | 37                | Dompierre-sur-Besbre Chevagnes | Moulins                                                                   | Moulins Communauté                     |
| 03157      | 03260          | Magnet                    | 1046                             | 12,72         | 82                | Saint-Pourçain-sur-Sioule Varennes-sur-Allier                                                                                               | Vichy                                                                     | Vichy Communauté                       |
| 03159      | 03600          | Malicorne                 | 768                              | 11,84         | 65                | Commentry | Montluçon                                                                 | Commentry Montmarault Néris Communauté |
| 03160      | 03260          | Marcenat                  | 376                              | 18,07         | 21                | Saint-Pourçain-sur-Sioule | Vichy Moulins                                                             | Saint-Pourçain Sioule Limagne          |
| 03161      | 03420          | Marcillat-en-Combraille   | 907                              | 35,21         | 26                | Montluçon-3 Marcillat-en-Combraille | Montluçon                                                                 | Montluçon Communauté                   |
| 03162      | 03210          | Marigny                   | 200                              | 17,24         | 12                | Souvigny | Moulins                                                                   | Moulins Communauté                     |
| 03163      | 03270          | Mariol                    | 696                              | 9,41          | 74                | Lapalisse Cusset-Sud | Vichy                                                                     | Vichy Communauté                       |
| 03166      | 03800          | Mazerier                  | 320                              | 7,23          | 44                | Gannat | Vichy                                                                     | Saint-Pourçain Sioule Limagne          |
| 03167      | 03420          | Mazirat                   | 280                              | 20,26         | 14                | Montluçon-3 Marcillat-en-Combraille | Montluçon                                                                 | Montluçon Communauté                   |
| 03168      | 03360          | Meaulne-Vitray            | 907                              | 50,10         | 18                | Bourbon-l’Archambault Cérilly | Montluçon                                                                 | Pays de Tronçais                       |
| 03169      | 03500          | Meillard                  | 307                              | 25,48         | 12                | Souvigny Le Montet | Moulins                                                                   | Bocage Bourbonnais                     |
| 03170      | 03210          | Meillers                  | 128                              | 23,48         | 5                 | Souvigny | Moulins                                                                   | Bocage Bourbonnais                     |
| 03171      | 03340          | Mercy                     | 244                              | 28,80         | 8                 | Moulins-2 Neuilly-le-Réal | Vichy Moulins                                                             | Entr’Allier Besbre et Loire            |
| 03172      | 03370          | Mesples                   | 125                              | 15,30         | 8                 | Huriel | Montluçon                                                                 | Pays d’Huriel                          |
| 03173      | 03510          | Molinet                   | 1120                             | 25,98         | 43                | Dompierre-sur-Besbre | Vichy Moulins                                                             | Le Grand Charolais                     |
| 03174      | 03300          | Molles                    | 916                              | 26,89         | 34                | Lapalisse Cusset-Sud | Vichy                                                                     | Vichy Communauté                       |
| 03175      | 03140          | Monestier                 | 280                              | 29,68         | 9                 | Gannat Chantelle | Vichy Moulins                                                             | Saint-Pourçain Sioule Limagne          |
| 03176      | 03500          | Monétay-sur-Allier        | 538                              | 11,77         | 46                | Souvigny Saint-Pourçain-sur-Sioule | Vichy Moulins                                                             | Saint-Pourçain Sioule Limagne          |
| 03177      | 03470          | Monétay-sur-Loire         | 249                              | 31,26         | 8                 | Dompierre-sur-Besbre | Vichy Moulins                                                             | Entr’Allier Besbre et Loire            |
| 03178      | 03130          | Montaiguët-en-Forez       | 285                              | 22,49         | 13                | Dompierre-sur-Besbre Le Donjon | Vichy                                                                     | Entr’Allier Besbre et Loire            |
| 03179      | 03150          | Montaigu-le-Blin          | 301                              | 12,96         | 23                | Saint-Pourçain-sur-Sioule Varennes-sur-Allier                                                                                               | Vichy                                                                     | Entr’Allier Besbre et Loire            |
| 03180      | 03340          | Montbeugny                | 645                              | 32,65         | 20                | Moulins-2 Neuilly-le-Réal | Moulins                                                                   | Moulins Communauté                     |
| 03181      | 03130          | Montcombroux-les-Mines    | 295                              | 23,42         | 13                | Dompierre-sur-Besbre Le Donjon | Vichy                                                                     | Entr’Allier Besbre et Loire            |
| 03182      | 03800          | Monteignet-sur-l’Andelot  | 267                              | 9,38          | 28                | Gannat | Vichy                                                                     | Saint-Pourçain Sioule Limagne          |
| 03184      | 03000          | Montilly                  | 496                              | 22,09         | 22                | Moulins-1 Moulins-Ouest | Moulins                                                                   | Moulins Communauté                     |
| 03185      | 03100          | Montluçon                 | 33.317                           | 20,67         | 1612              | Montluçon-1 Montluçon-2 Montluçon-3 Montluçon-4 Domérat-Montluçon-Nord-Ouest Montluçon-Est Montluçon-Nord-Est Montluçon-Ouest Montluçon-Sud | Montluçon                                                                 | Montluçon Communauté                   |
| 03186      | 03390          | Montmarault               | 1522                             | 9,00          | 169               | Commentry Montmarault | Montluçon                                                                 | Commentry Montmarault Néris Communauté |
| 03187      | 03150          | Montoldre                 | 602                              | 18,90         | 32                | Saint-Pourçain-sur-Sioule Varennes-sur-Allier                                                                                               | Vichy                                                                     | Entr’Allier Besbre et Loire            |
| 03188      | 03500          | Montord                   | 209                              | 4,44          | 47                | Saint-Pourçain-sur-Sioule | Vichy Moulins                                                             | Saint-Pourçain Sioule Limagne          |
| 03189      | 03170          | Montvicq                  | 697                              | 10,02         | 70                | Commentry Montmarault | Montluçon                                                                 | Commentry Montmarault Néris Communauté |
| 03190      | 03000          | Moulins                   | 19.344                           | 8,61          | 2247              | Moulins-1 Moulins-2 Moulins-Ouest Moulins-Sud                                                                                               | Moulins                                                                   | Moulins Communauté                     |
| 03191      | 03390          | Murat                     | 267                              | 20,07         | 13                | Commentry Montmarault | Montluçon                                                                 | Commentry Montmarault Néris Communauté |
| 03192      | 03450          | Nades                     | 158                              | 8,49          | 19                | Gannat Ébreuil | Vichy Montluçon                                                           | Saint-Pourçain Sioule Limagne          |
| 03193      | 03190          | Nassigny                  | 195                              | 18,32         | 11                | Huriel Hérisson | Montluçon                                                                 | Val de Cher                            |
| 03194      | 03330          | Naves                     | 137                              | 8,13          | 17                | Gannat Ébreuil | Vichy Montluçon                                                           | Saint-Pourçain Sioule Limagne          |
| 03195      | 03310          | Néris-les-Bains           | 2441                             | 33,13         | 74                | Montluçon-3 Montluçon-Sud | Montluçon                                                                 | Commentry Montmarault Néris Communauté |
| 03196      | 03130          | Neuilly-en-Donjon         | 198                              | 25,02         | 8                 | Dompierre-sur-Besbre Le Donjon | Vichy                                                                     | Entr’Allier Besbre et Loire            |
| 03197      | 03340          | Neuilly-le-Réal           | 1440                             | 46,97         | 31                | Moulins-2 Neuilly-le-Réal | Moulins                                                                   | Moulins Communauté                     |
| 03198      | 03320          | Neure                     | 201                              | 11,97         | 17                | Bourbon-l’Archambault Lurcy-Lévis | Moulins                                                                   | Moulins Communauté                     |
| 03200      | 03000          | Neuvy                     | 1487                             | 19,03         | 78                | Moulins-1 Moulins-Ouest | Moulins                                                                   | Moulins Communauté                     |
| 03201      | 03250          | Nizerolles                | 288                              | 17,57         | 16                | Lapalisse Le Mayet-de-Montagne | Vichy                                                                     | Vichy Communauté                       |
| 03202      | 03210          | Noyant-d’Allier           | 599                              | 21,05         | 28                | Souvigny | Moulins                                                                   | Bocage Bourbonnais                     |
| 03203      | 03230          | Paray-le-Frésil           | 379                              | 37,30         | 10                | Dompierre-sur-Besbre Chevagnes | Moulins                                                                   | Moulins Communauté                     |
| 03204      | 03500          | Paray-sous-Briailles      | 615                              | 22,18         | 28                | Saint-Pourçain-sur-Sioule | Vichy Moulins                                                             | Saint-Pourçain Sioule Limagne          |
| 03205      | 03120          | Périgny                   | 470                              | 27,22         | 17                | Lapalisse | Vichy                                                                     | Pays de Lapalisse                      |
| 03207      | 03470          | Pierrefitte-sur-Loire     | 509                              | 25,36         | 20                | Dompierre-sur-Besbre | Vichy Moulins                                                             | Entr’Allier Besbre et Loire            |
| 03209      | 03800          | Poëzat                    | 152                              | 2,12          | 72                | Gannat | Vichy                                                                     | Saint-Pourçain Sioule Limagne          |
| 03210      | 03320          | Pouzy-Mésangy             | 383                              | 35,04         | 11                | Bourbon-l’Archambault Lurcy-Lévis | Moulins                                                                   | Moulins Communauté                     |
| 03211      | 03410          | Prémilhat                 | 2513                             | 21,12         | 119               | Montluçon-4 Montluçon-Ouest | Montluçon                                                                 | Montluçon Communauté                   |
| 03212      | 03380          | Quinssaines               | 1539                             | 25,37         | 61                | Montluçon-4 Montluçon-Ouest | Montluçon                                                                 | Montluçon Communauté                   |
| 03213      | 03190          | Reugny                    | 262                              | 7,66          | 34                | Huriel Hérisson | Montluçon                                                                 | Val de Cher                            |
| 03214      | 03240          | Rocles                    | 330                              | 21,66         | 15                | Souvigny Le Montet | Moulins                                                                   | Bocage Bourbonnais                     |
| 03215      | 03150          | Rongères                  | 552                              | 8,95          | 62                | Saint-Pourçain-sur-Sioule Varennes-sur-Allier                                                                                               | Vichy                                                                     | Entr’Allier Besbre et Loire            |
| 03216      | 03420          | Ronnet                    | 168                              | 19,88         | 8                 | Montluçon-3 Marcillat-en-Combraille | Montluçon                                                                 | Montluçon Communauté                   |
| 03217      | 03170          | Saint-Angel               | 753                              | 25,27         | 30                | Commentry Montluçon-Est | Montluçon                                                                 | Commentry Montmarault Néris Communauté |
| 03218      | 03160          | Saint-Aubin-le-Monial     | 266                              | 21,63         | 12                | Bourbon-l’Archambault | Moulins                                                                   | Bocage Bourbonnais                     |
| 03219      | 03390          | Saint-Bonnet-de-Four      | 223                              | 18,73         | 12                | Commentry Montmarault | Montluçon                                                                 | Commentry Montmarault Néris Communauté |
| 03220      | 03800          | Saint-Bonnet-de-Rochefort | 714                              | 16,36         | 44                | Gannat | Vichy                                                                     | Saint-Pourçain Sioule Limagne          |
| 03221      | 03360          | Saint-Bonnet-Tronçais     | 739                              | 27,98         | 26                | Bourbon-l’Archambault Cérilly | Montluçon                                                                 | Pays de Tronçais                       |
| 03222      | 03190          | Saint-Caprais             | 97                               | 20,14         | 5                 | Huriel Hérisson | Montluçon                                                                 | Pays de Tronçais                       |
| 03223      | 03120          | Saint-Christophe          | 431                              | 28,02         | 15                | Lapalisse | Vichy                                                                     | Pays de Lapalisse                      |
| 03224      | 03250          | Saint-Clément             | 284                              | 25,98         | 11                | Lapalisse Le Mayet-de-Montagne | Vichy                                                                     | Vichy Communauté                       |
| 03225      | 03370          | Saint-Désiré              | 429                              | 41,89         | 10                | Huriel | Montluçon                                                                 | Pays d’Huriel                          |
| 03226      | 03130          | Saint-Didier-en-Donjon    | 245                              | 32,92         | 7                 | Dompierre-sur-Besbre Le Donjon | Vichy                                                                     | Entr’Allier Besbre et Loire            |
| 03227      | 03110          | Saint-Didier-la-Forêt     | 388                              | 33,59         | 12                | Bellerive-sur-Allier Escurolles | Vichy                                                                     | Saint-Pourçain Sioule Limagne          |
| 03228      | 03370          | Saint-Éloy-d’Allier       | 56                               | 12,83         | 4                 | Huriel | Montluçon                                                                 | Pays d’Huriel                          |
| 03229      | 03400          | Saint-Ennemond            | 619                              | 38,08         | 16                | Yzeure | Moulins                                                                   | Moulins Communauté                     |
| 03261      | 03420          | Sainte-Thérence           | 179                              | 13,14         | 14                | Montluçon-3 Marcillat-en-Combraille | Montluçon                                                                 | Montluçon Communauté                   |
| 03230      | 03300          | Saint-Étienne-de-Vicq     | 527                              | 19,22         | 27                | Lapalisse | Vichy                                                                     | Pays de Lapalisse                      |
| 03231      | 03420          | Saint-Fargeol             | 187                              | 10,36         | 18                | Montluçon-3 Marcillat-en-Combraille | Montluçon                                                                 | Montluçon Communauté                   |
| 03232      | 03260          | Saint-Félix               | 285                              | 5,20          | 55                | Saint-Pourçain-sur-Sioule Varennes-sur-Allier                                                                                               | Vichy                                                                     | Entr’Allier Besbre et Loire            |
| 03233      | 03310          | Saint-Genest              | 388                              | 15,17         | 26                | Montluçon-3 Marcillat-en-Combraille | Montluçon                                                                 | Montluçon Communauté                   |
| 03234      | 03340          | Saint-Gérand-de-Vaux      | 395                              | 40,08         | 10                | Moulins-2 Neuilly-le-Réal | Vichy Moulins                                                             | Entr’Allier Besbre et Loire            |
| 03235      | 03150          | Saint-Gérand-le-Puy       | 956                              | 19,55         | 49                | Saint-Pourçain-sur-Sioule Varennes-sur-Allier                                                                                               | Vichy                                                                     | Entr’Allier Besbre et Loire            |
| 03237      | 03140          | Saint-Germain-de-Salles   | 426                              | 11,59         | 37                | Gannat Chantelle | Vichy Moulins                                                             | Saint-Pourçain Sioule Limagne          |
| 03236      | 03260          | Saint-Germain-des-Fossés  | 3600                             | 8,30          | 434               | Vichy-1 Varennes-sur-Allier | Vichy                                                                     | Vichy Communauté                       |
| 03238      | 03440          | Saint-Hilaire             | 508                              | 20,64         | 25                | Bourbon-l’Archambault | Moulins                                                                   | Bocage Bourbonnais                     |
| 03239      | 03130          | Saint-Léger-sur-Vouzance  | 259                              | 18,18         | 14                | Dompierre-sur-Besbre Le Donjon | Vichy                                                                     | Entr’Allier Besbre et Loire            |
| 03240      | 03220          | Saint-Léon                | 533                              | 33,62         | 16                | Moulins-2 Jaligny-sur-Besbre | Vichy                                                                     | Entr’Allier Besbre et Loire            |
| 03241      | 03160          | Saint-Léopardin-d’Augy    | 364                              | 39,59         | 9                 | Bourbon-l’Archambault Lurcy-Lévis | Moulins                                                                   | Moulins Communauté                     |
| 03242      | 03150          | Saint-Loup                | 572                              | 17,62         | 32                | Saint-Pourçain-sur-Sioule Varennes-sur-Allier                                                                                               | Vichy                                                                     | Saint-Pourçain Sioule Limagne          |
| 03244      | 03420          | Saint-Marcel-en-Marcillat | 128                              | 10,55         | 12                | Montluçon-3 Marcillat-en-Combraille | Montluçon                                                                 | Montluçon Communauté                   |
| 03243      | 03390          | Saint-Marcel-en-Murat     | 129                              | 16,82         | 8                 | Commentry Montmarault | Montluçon                                                                 | Commentry Montmarault Néris Communauté |
| 03245      | 03230          | Saint-Martin-des-Lais     | 125                              | 18,25         | 7                 | Dompierre-sur-Besbre Chevagnes | Moulins                                                                   | Moulins Communauté                     |
| 03246      | 03380          | Saint-Martinien           | 595                              | 25,48         | 23                | Huriel | Montluçon                                                                 | Pays d’Huriel                          |
| 03247      | 03210          | Saint-Menoux              | 1135                             | 27,62         | 41                | Souvigny | Moulins                                                                   | Bocage Bourbonnais                     |
| 03248      | 03250          | Saint-Nicolas-des-Biefs   | 153                              | 28,90         | 5                 | Lapalisse Le Mayet-de-Montagne | Vichy                                                                     | Vichy Communauté                       |
| 03249      | 03370          | Saint-Palais              | 157                              | 20,30         | 8                 | Huriel | Montluçon                                                                 | Pays d’Huriel                          |
| 03250      | 042620         | Saint-Pierre-Laval        | 365                              | 24,03         | 15                | Lapalisse | Vichy                                                                     | Pays de Lapalisse                      |
| 03251      | 03160          | Saint-Plaisir             | 423                              | 52,54         | 8                 | Bourbon-l’Archambault | Moulins                                                                   | Bocage Bourbonnais                     |
| 03252      | 03110          | Saint-Pont                | 692                              | 12,31         | 56                | Bellerive-sur-Allier Escurolles | Vichy                                                                     | Vichy Communauté                       |
| 03253      | 03290          | Saint-Pourçain-sur-Besbre | 368                              | 32,99         | 11                | Dompierre-sur-Besbre | Vichy Moulins                                                             | Entr’Allier Besbre et Loire            |
| 03254      | 03500          | Saint-Pourçain-sur-Sioule | 4894                             | 35,67         | 137               | Saint-Pourçain-sur-Sioule | Vichy Moulins                                                             | Saint-Pourçain Sioule Limagne          |
| 03255      | 03800          | Saint-Priest-d’Andelot    | 146                              | 8,17          | 18                | Gannat | Vichy                                                                     | Saint-Pourçain Sioule Limagne          |
| 03256      | 03390          | Saint-Priest-en-Murat     | 213                              | 25,48         | 8                 | Commentry Montmarault | Montluçon                                                                 | Commentry Montmarault Néris Communauté |
| 03257      | 03120          | Saint-Prix                | 785                              | 21,75         | 36                | Lapalisse | Vichy                                                                     | Pays de Lapalisse                      |
| 03258      | 03110          | Saint-Rémy-en-Rollat      | 1769                             | 20,84         | 85                | Vichy-1 Escurolles | Vichy                                                                     | Vichy Communauté                       |
| 03259      | 03370          | Saint-Sauvier             | 324                              | 31,47         | 10                | Huriel | Montluçon                                                                 | Pays d’Huriel                          |
| 03260      | 03240          | Saint-Sornin              | 220                              | 19,44         | 11                | Souvigny Le Montet | Moulins                                                                   | Bocage Bourbonnais                     |
| 03262      | 03410          | Saint-Victor              | 2078                             | 23,22         | 89                | Montluçon-1 Montluçon-Nord-Est | Montluçon                                                                 | Montluçon Communauté                   |
| 03263      | 03220          | Saint-Voir                | 201                              | 25,12         | 8                 | Moulins-2 Neuilly-le-Réal | Vichy Moulins                                                             | Entr’Allier Besbre et Loire            |
| 03264      | 03270          | Saint-Yorre               | 2618                             | 6,35          | 412               | Vichy-2 Cusset-Sud | Vichy                                                                     | Vichy Communauté                       |
| 03265      | 03470          | Saligny-sur-Roudon        | 648                              | 57,77         | 11                | Dompierre-sur-Besbre | Vichy Moulins                                                             | Entr’Allier Besbre et Loire            |
| 03266      | 03150          | Sanssat                   | 277                              | 8,40          | 33                | Saint-Pourçain-sur-Sioule Varennes-sur-Allier                                                                                               | Vichy                                                                     | Entr’Allier Besbre et Loire            |
| 03267      | 03500          | Saulcet                   | 651                              | 7,98          | 82                | Saint-Pourçain-sur-Sioule | Vichy Moulins                                                             | Saint-Pourçain Sioule Limagne          |
| 03268      | 03800          | Saulzet                   | 392                              | 9,21          | 43                | Gannat | Vichy                                                                     | Saint-Pourçain Sioule Limagne          |
| 03269      | 03430          | Sauvagny                  | 83                               | 19,41         | 4                 | Huriel Hérisson | Montluçon                                                                 | Commentry Montmarault Néris Communauté |
| 03270      | 03390          | Sazeret                   | 140                              | 17,94         | 8                 | Commentry Montmarault | Montluçon                                                                 | Commentry Montmarault Néris Communauté |
| 03271      | 03700          | Serbannes                 | 826                              | 14,30         | 58                | Bellerive-sur-Allier Escurolles | Vichy                                                                     | Vichy Communauté                       |
| 03272      | 03120          | Servilly                  | 273                              | 12,32         | 22                | Lapalisse | Vichy                                                                     | Pays de Lapalisse                      |
| 03273      | 03260          | Seuillet                  | 483                              | 9,94          | 49                | Saint-Pourçain-sur-Sioule Varennes-sur-Allier                                                                                               | Vichy                                                                     | Vichy Communauté                       |
| 03274      | 03220          | Sorbier                   | 321                              | 17,09         | 19                | Moulins-2 Jaligny-sur-Besbre | Vichy                                                                     | Entr’Allier Besbre et Loire            |
| 03275      | 03210          | Souvigny                  | 1717                             | 44,35         | 39                | Souvigny | Moulins                                                                   | Moulins Communauté                     |
| 03276      | 03450          | Sussat                    | 105                              | 8,00          | 13                | Gannat Ébreuil | Vichy Montluçon                                                           | Saint-Pourçain Sioule Limagne          |
| 03277      | 03140          | Target                    | 247                              | 26,47         | 9                 | Gannat Chantelle | Vichy Moulins                                                             | Saint-Pourçain Sioule Limagne          |
| 03278      | 03140          | Taxat-Senat               | 211                              | 13,62         | 15                | Gannat Chantelle | Vichy Moulins                                                             | Saint-Pourçain Sioule Limagne          |
| 03279      | 03410          | Teillet-Argenty           | 553                              | 21,99         | 25                | Montluçon-4 Montluçon-Sud | Montluçon                                                                 | Montluçon Communauté                   |
| 03280      | 03420          | Terjat                    | 181                              | 17,74         | 10                | Montluçon-3 Marcillat-en-Combraille | Montluçon                                                                 | Montluçon Communauté                   |
| 03282      | 03350          | Theneuille                | 340                              | 39,73         | 9                 | Bourbon-l’Archambault Cérilly | Montluçon                                                                 | Pays de Tronçais                       |
| 03283      | 03230          | Thiel-sur-Acolin          | 1036                             | 57,71         | 18                | Dompierre-sur-Besbre Chevagnes | Moulins                                                                   | Moulins Communauté                     |
| 03284      | 03220          | Thionne                   | 282                              | 26,96         | 10                | Moulins-2 Jaligny-sur-Besbre | Vichy                                                                     | Entr’Allier Besbre et Loire            |
| 03285      | 03430          | Tortezais                 | 175                              | 24,11         | 7                 | Huriel Hérisson | Montluçon                                                                 | Commentry Montmarault Néris Communauté |
| 03286      | 03400          | Toulon-sur-Allier         | 1171                             | 38,69         | 30                | Moulins-2 Moulins-Sud | Moulins                                                                   | Moulins Communauté                     |
| 03287      | 03240          | Treban                    | 376                              | 25,63         | 15                | Souvigny Le Montet | Moulins                                                                   | Bocage Bourbonnais                     |
| 03288      | 03380          | Treignat                  | 416                              | 28,94         | 14                | Huriel | Montluçon                                                                 | Pays d’Huriel                          |
| 03289      | 03220          | Treteau                   | 517                              | 31,28         | 17                | Moulins-2 Jaligny-sur-Besbre | Vichy                                                                     | Entr’Allier Besbre et Loire            |
| 03290      | 03460          | Trévol                    | 1639                             | 40,84         | 40                | Yzeure | Moulins                                                                   | Moulins Communauté                     |
| 03291      | 03220          | Trézelles                 | 393                              | 18,14         | 22                | Moulins-2 Jaligny-sur-Besbre | Vichy                                                                     | Entr’Allier Besbre et Loire            |
| 03292      | 03240          | Tronget                   | 889                              | 31,06         | 29                | Souvigny Le Montet | Moulins                                                                   | Bocage Bourbonnais                     |
| 03293      | 03360          | Urçay                     | 296                              | 12,49         | 24                | Bourbon-l’Archambault Cérilly | Montluçon                                                                 | Pays de Tronçais                       |
| 03294      | 03140          | Ussel-d’Allier            | 168                              | 8,02          | 21                | Gannat Chantelle | Vichy Moulins                                                             | Saint-Pourçain Sioule Limagne          |
| 03295      | 03330          | Valignat                  | 65                               | 2,32          | 28                | Gannat Ébreuil | Vichy Montluçon                                                           | Saint-Pourçain Sioule Limagne          |
| 03296      | 03360          | Valigny                   | 376                              | 21,18         | 18                | Bourbon-l’Archambault Cérilly | Montluçon                                                                 | Pays de Tronçais                       |
| 03297      | 03190          | Vallon-en-Sully           | 1468                             | 38,02         | 39                | Huriel Hérisson | Montluçon                                                                 | Val de Cher                            |
| 03298      | 03150          | Varennes-sur-Allier       | 3588                             | 24,10         | 149               | Saint-Pourçain-sur-Sioule Varennes-sur-Allier                                                                                               | Vichy                                                                     | Entr’Allier Besbre et Loire            |
| 03299      | 03220          | Varennes-sur-Tèche        | 225                              | 18,73         | 12                | Moulins-2 Jaligny-sur-Besbre | Vichy                                                                     | Entr’Allier Besbre et Loire            |
| 03300      | 03220          | Vaumas                    | 538                              | 34,88         | 15                | Dompierre-sur-Besbre | Vichy Moulins                                                             | Entr’Allier Besbre et Loire            |
| 03301      | 03190          | Vaux                      | 1164                             | 18,10         | 64                | Montluçon-1 Montluçon-Nord-Est | Montluçon                                                                 | Val de Cher                            |
| 03302      | 03450          | Veauce                    | 39                               | 3,54          | 11                | Gannat Ébreuil | Vichy Montluçon                                                           | Saint-Pourçain Sioule Limagne          |
| 03303      | 03190          | Venas                     | 224                              | 32,15         | 7                 | Huriel Hérisson | Montluçon                                                                 | Commentry Montmarault Néris Communauté |
| 03304      | 03110          | Vendat                    | 2269                             | 16,76         | 135               | Bellerive-sur-Allier Escurolles | Vichy                                                                     | Vichy Communauté                       |
| 03305      | 03190          | Verneix                   | 577                              | 30,87         | 19                | Commentry Montluçon-Est | Montluçon                                                                 | Commentry Montmarault Néris Communauté |
| 03307      | 03500          | Verneuil-en-Bourbonnais   | 237                              | 14,14         | 17                | Souvigny Saint-Pourçain-sur-Sioule | Vichy Moulins                                                             | Saint-Pourçain Sioule Limagne          |
| 03308      | 03390          | Vernusse                  | 150                              | 19,55         | 8                 | Commentry Montmarault | Montluçon                                                                 | Commentry Montmarault Néris Communauté |
| 03310      | 03200          | Vichy                     | 25.702                           | 5,85          | 4394              | Vichy-1 Vichy-2 Vichy-Nord Vichy-Sud | Vichy                                                                     | Vichy Communauté                       |
| 03311      | 03450          | Vicq                      | 294                              | 13,25         | 22                | Gannat Ébreuil | Vichy Montluçon                                                           | Saint-Pourçain Sioule Limagne          |
| 03312      | 03430          | Vieure                    | 276                              | 29,81         | 9                 | Bourbon-l’Archambault | Moulins                                                                   | Bocage Bourbonnais                     |
| 03314      | 03310          | Villebret                 | 1333                             | 15,34         | 87                | Montluçon-3 Marcillat-en-Combraille | Montluçon                                                                 | Montluçon Communauté                   |
| 03315      | 03430          | Villefranche-d’Allier     | 1265                             | 39,63         | 32                | Commentry Montmarault | Montluçon                                                                 | Commentry Montmarault Néris Communauté |
| 03316      | 03460          | Villeneuve-sur-Allier     | 1037                             | 26,30         | 39                | Yzeure | Moulins                                                                   | Moulins Communauté                     |
| 03317      | 03370          | Viplaix                   | 293                              | 30,40         | 10                | Huriel | Montluçon                                                                 | Pays d’Huriel                          |
| 03319      | 03140          | Voussac                   | 493                              | 34,46         | 14                | Gannat Chantelle | Montluçon Moulins                                                         | Commentry Montmarault Néris Communauté |
| 03320      | 03160          | Ygrande                   | 778                              | 52,71         | 15                | Bourbon-l’Archambault | Moulins                                                                   | Bocage Bourbonnais                     |
| 03321      | 03400          | Yzeure                    | 12.670                           | 43,24         | 293               | Yzeure | Moulins                                                                   | Moulins Communauté                     |

## Veränderungen im Gemeindebestand seit der landesweiten Neuordnung der Kantone

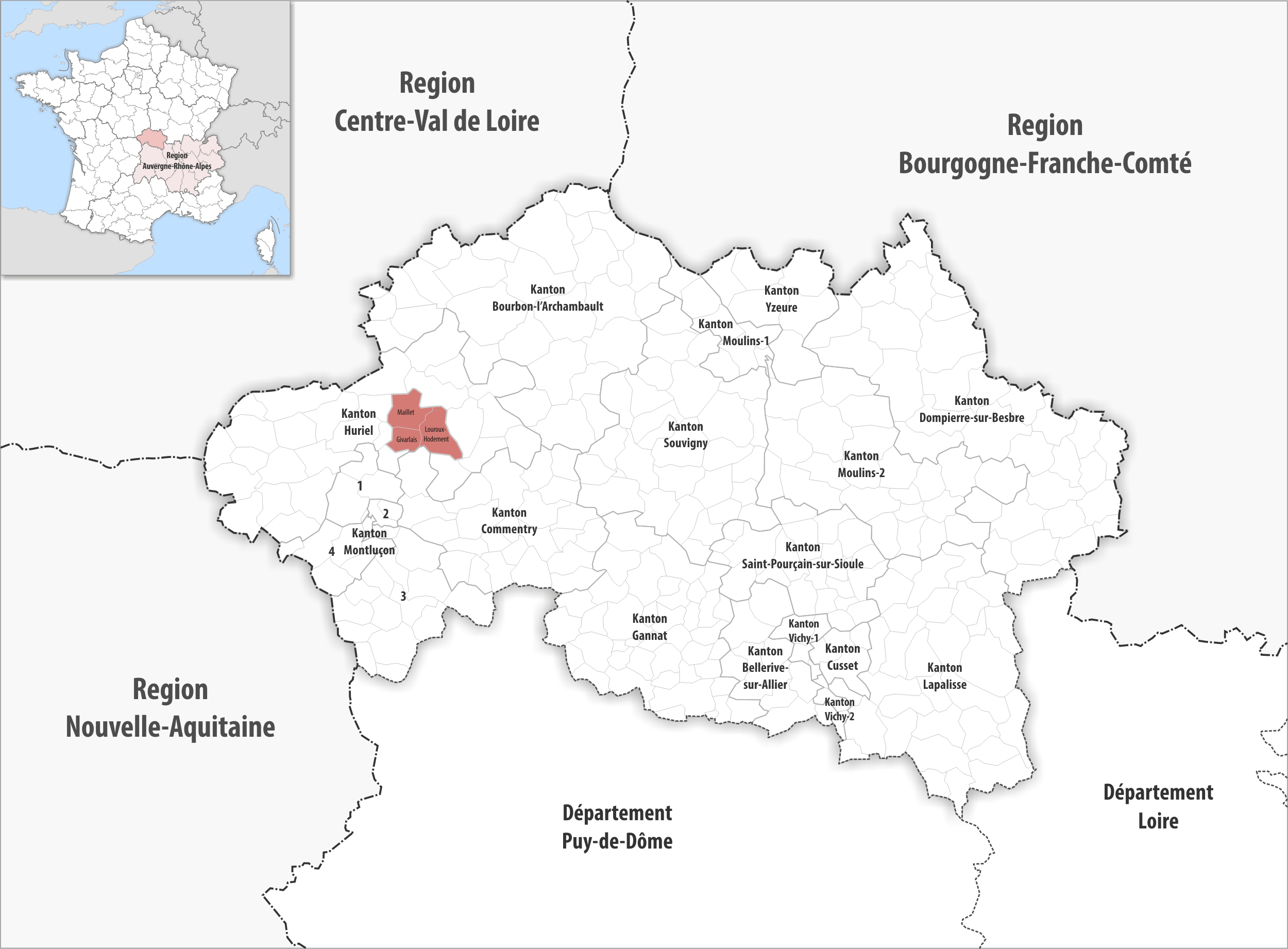
Gemeinden bis 2015
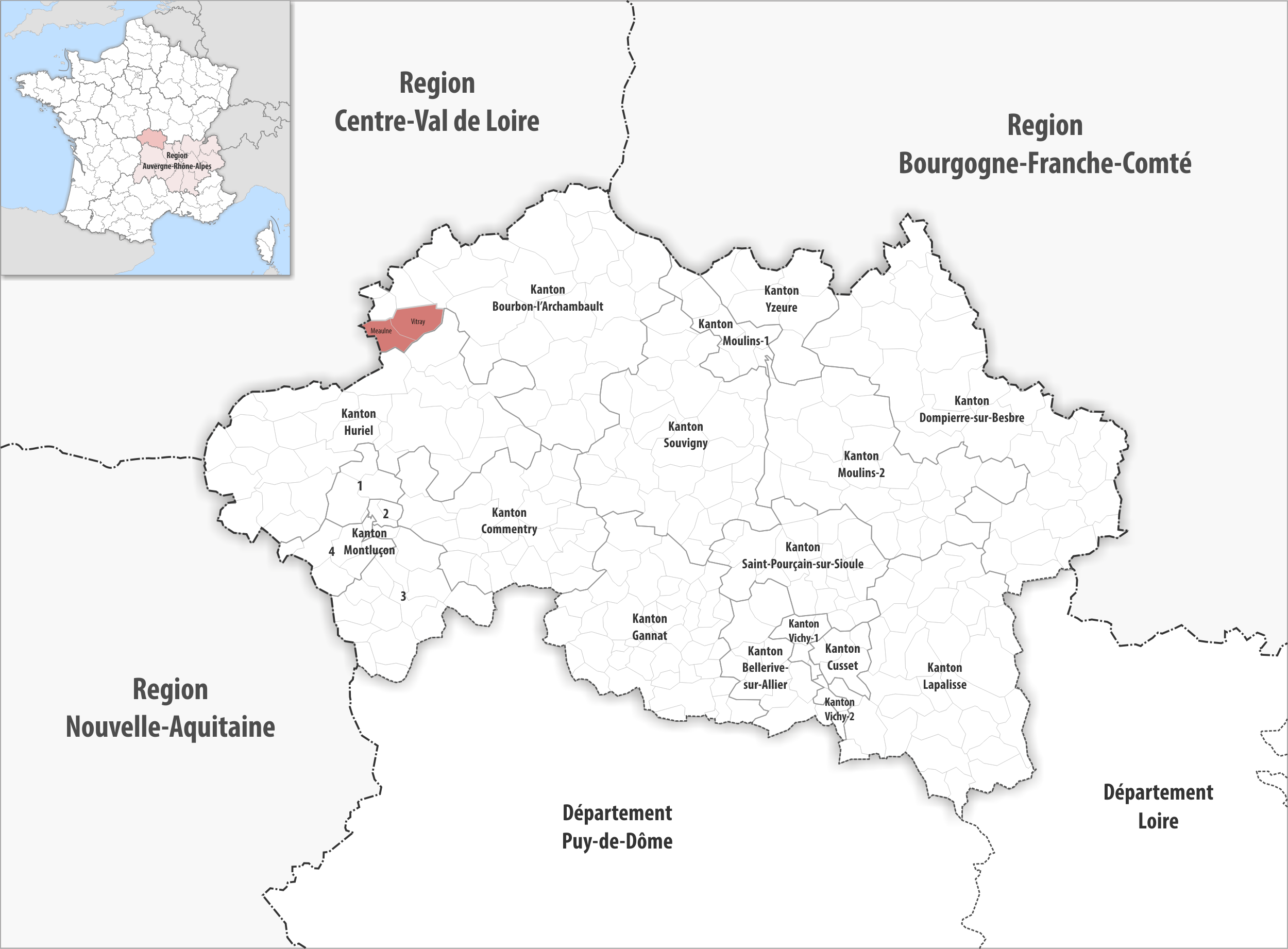
Gemeinden bis 2016

2017: Fusion Meaulne und Vitray → Meaulne-Vitray
2016: Fusion Givarlais, Louroux-Hodement und Maillet → Haut-Bocage